# Bătrâni
Bătrâni es una comuna ubicada en el distrito de Prahova, Rumania.

## Superficie
Posee una superficie de 46,33 kilómetros cuadrados.

## Demografía
Hasta 2021 la población era de 1792 habitantes, con una densidad de población de 38,68 habitantes por kilómetro cuadrado.